# Paratomella unichaeta
Paratomella unichaeta är en plattmaskart som beskrevs av Jürgen Dörjes 1966. Paratomella unichaeta ingår i släktet Paratomella och familjen Paratomellidae. Inga underarter finns listade i Catalogue of Life.